# Compagnie d'électricité Hokuriku

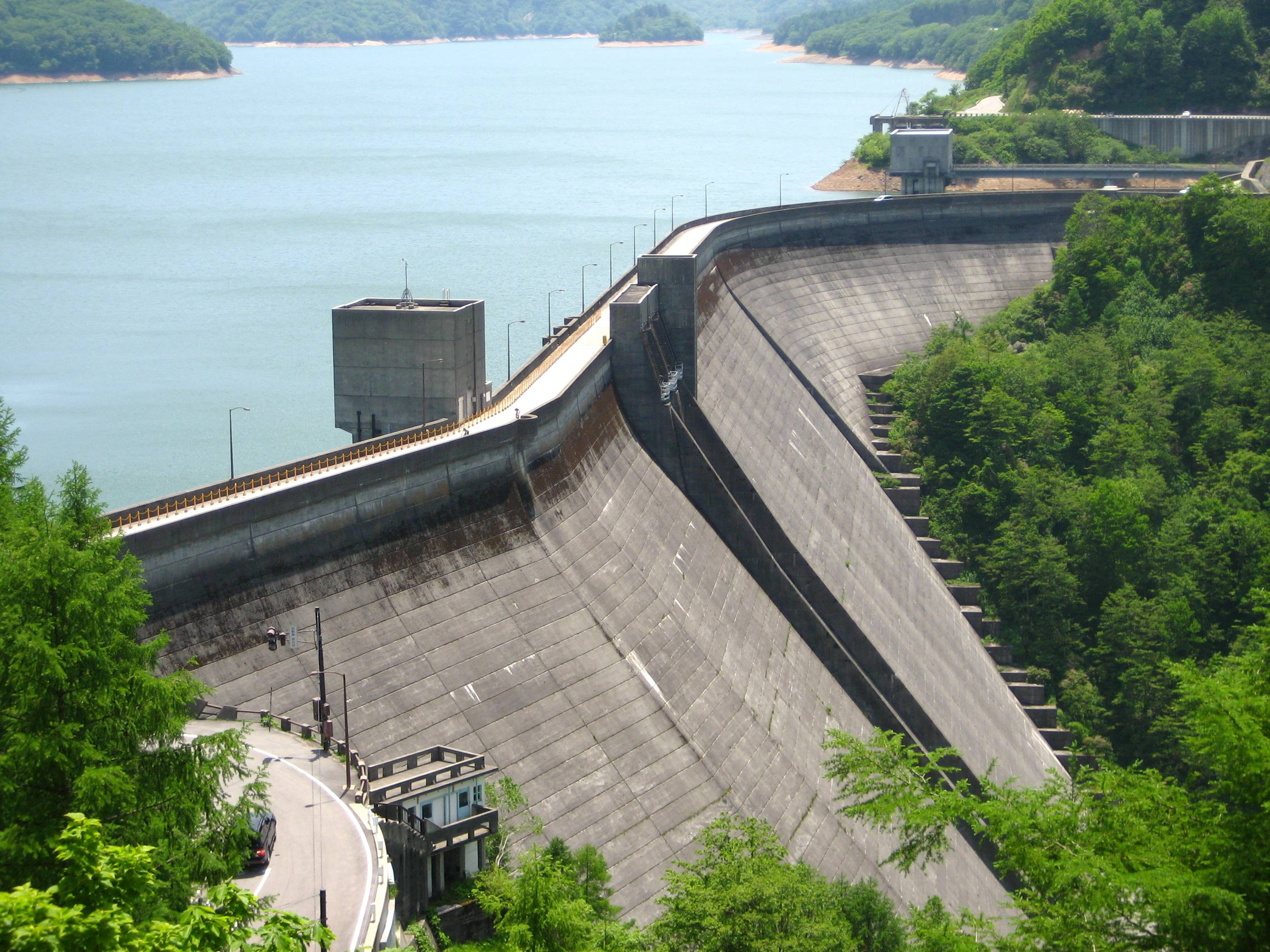
Le barrage de Arimine

La compagnie d'électricité de Hokuriku (北陸電力株式会社 "Hokuriku denryoku kabushiki-gaisha") est aussi nommée Rikuden.

Les bureaux de la direction sont situés à Toyama dans la préfecture de Toyama.

## Zone d'activité
Cette compagnie est le fournisseur de l'énergie électrique pour les préfectures de Toyama et Ishikawa, une partie de la préfecture de Gifu et la ville de Tsuruga.

## Les installations
La compagnie possède :
- 115 centrales hydroélectriques produisant 1812 MWe, dont les barrages Arimine I et II.
- 5 centrales thermiques non nucléaires en activité produisant 4 400 MWe.
- La centrale nucléaire de Shika comportant deux tranches produisant au total 1 898 MWe.